# Dalea ornata
Dalea ornata là một loài thực vật có hoa trong họ Đậu. Loài này được (Hook.) Eaton & Wright miêu tả khoa học đầu tiên.